# Saprogaster pinyonensis
Saprogaster pinyonensis är en svampart som beskrevs av Fogel & States 2001. Saprogaster pinyonensis ingår i släktet Saprogaster, ordningen Phallales, klassen Agaricomycetes, divisionen basidiesvampar och riket svampar.   Inga underarter finns listade i Catalogue of Life.